# بطولة العالم للتزلج النوردي على الثلج 2015
 أقيمت بطولة العالم للتزلج النوردي على الثلج 2015 في الفترة ما بين 18 فبراير و 1 مارس 2015 في مدينة فالون السويدية، وهي المرة الرابعة التي تستضيف فيها المدينة هذه البطولة.

## جدول
جميع الأوقات محلية ( UTC + 1 ).
| التاريخ   | الوقت | الحدث                    |
| --------- | ----- | ------------------------ |
| 19 فبراير | 15:15 | رجال & سيدات عدو         |
| 21 فبراير | 13:00 | سيدات 2x7.5 كم skiathlon |
| 21 فبراير | 14:30 | رجال 2x15 كم skiathlon   |
| 22 فبراير | 14:30 | رجال & سيدات فريق عدو    |
| 24 فبراير | 13:30 | سيدات 10 كم تزلج حر      |
| 25 فبراير | 13:30 | رجال 15 كم تزلج حر       |
| 26 فبراير | 13:30 | سيدات 4 x 5 كم تناوب     |
| 27 فبراير | 13:30 | رجال 4 x 10 كم تناوب     |
| 28 فبراير | 13:00 | سيدات 30 كم كلاسيكي      |
| 1 مارس    | 13:30 | رجال 50 كم كلاسيكي       |

| التاريخ   | الوقت       | الحدث                     |
| --------- | ----------- | ------------------------- |
| 20 فبراير | 10:00 16:00 | HS100 / 10 كم             |
| 22 فبراير | 10:00 16:00 | فريق HS100 / 4x5 كم       |
| 26 فبراير | 10:00 15:15 | HS134 / 10 كم             |
| 28 فبراير | 10:00 15:15 | فريق عدو HS134 / 2x7.5 كم |

| التاريخ   | الوقت | الحدث            |
| --------- | ----- | ---------------- |
| 20 فبراير | 17:00 | سيدات HS100      |
| 21 فبراير | 16:30 | رجال HS100       |
| 22 فبراير | 17:00 | فريق مختلط HS100 |
| 26 فبراير | 17:00 | رجال HS134       |
| 28 فبراير | 17:00 | فريق رجال HS134  |

## ملخص الميداليات

### جدول الميداليات
*   البلد المضيف ( SWE)
| المرتبة | فريق    | ذهبية | فضية | برونزية | المجموع |
| ------- | ------- | ----- | ---- | ------- | ------- |
| 1       | NOR     | 11    | 4    | 5       | 20      |
| 2       | GER     | 5     | 2    | 1       | 8       |
| 3       | SWE*    | 2     | 4    | 3       | 9       |
| 4       | FRA     | 1     | 2    | 3       | 6       |
| 5       | AUT     | 1     | 2    | 2       | 5       |
| 6       | RUS     | 1     | 1    | 0       | 2       |
| 7       | CAN     | 0     | 1    | 1       | 2       |
| 7       | JPN     | 0     | 1    | 1       | 2       |
| 7       | ITA     | 0     | 1    | 1       | 2       |
| 7       | USA     | 0     | 1    | 1       | 2       |
| 11      | SUI     | 0     | 1    | 0       | 1       |
| 11      | CZE     | 0     | 1    | 0       | 1       |
| 13      | POL     | 0     | 0    | 2       | 2       |
| 14      | FIN     | 0     | 0    | 1       | 1       |
| المجموع | المجموع | 21    | 21   | 21      | 63      |

### التزلج عبر البلاد

#### رجالي
| الحدث                           | الذهبية                                                                      | الذهبية   | الفضية                                                                        | الفضية    | البرونزية                                                                        | البرونزية |
| ------------------------------- | ---------------------------------------------------------------------------- | --------- | ----------------------------------------------------------------------------- | --------- | -------------------------------------------------------------------------------- | --------- |
| 15 كيلومتر تزلج حر              | جون اولسون · السويد                                                          | 35:01.6   | Maurice Manificat · فرنسا                                                     | 35:19.4   | Anders Gløersen · النرويج                                                        | 35:20.8   |
| 30 كيلومتر skiathlon            | Maxim Vylegzhanin · روسيا                                                    | 1:16:25.9 | Dario Cologna · سويسرا                                                        | 1:16:26.3 | أليكس هارفي · كندا                                                               | 1:16:27.5 |
| 50 كيلومتر كلاسيكي بداية جماعية | Petter Northug · النرويج                                                     | 2:26:02.1 | Lukáš Bauer · جمهورية التشيك                                                  | 2:26:03.8 | جون اولسون · السويد                                                              | 2:26:04.1 |
| 4 × 10 كيلومتر تناوب            | النرويج · Niklas Dyrhaug · Didrik Tønseth · Anders Gløersen · Petter Northug | 1:34:18.5 | السويد · Daniel Richardsson · جون اولسون · Marcus Hellner · Calle Halfvarsson | 1:34:19.1 | فرنسا · جيان جيلارد ‏ · Maurice Manificat · Robin Duvillard · Adrien Backscheider | 1:34:27.4 |
| عدو سريع                        | Petter Northug · النرويج                                                     | 3:02.35   | أليكس هارفي · كندا                                                            | 3:02.4    | Ola Vigen Hattestad · النرويج                                                    | 3:02.7    |
| عدو سريع للفرق                  | النرويج · Finn Hågen Krogh · Petter Northug                                  | 15:32.89  | روسيا · Alexei Petukhov · Nikita Kriukov                                      | 15:38.53  | إيطاليا · Dietmar Nöckler · فيديريكو بيليجرينو                                   | 15:38.62  |

#### نساء
| الحدث                           | الذهبية                                                                        | الذهبية   | الفضية                                                                    | الفضية    | البرونزية                                                                                 | البرونزية |
| ------------------------------- | ------------------------------------------------------------------------------ | --------- | ------------------------------------------------------------------------- | --------- | ----------------------------------------------------------------------------------------- | --------- |
| 10 كيلومتر تزلج حر              | Charlotte Kalla · السويد                                                       | 25:08.8   | Jessica Diggins · الولايات المتحدة                                        | 25:49.8   | كاتلين كومبتون جريج · الولايات المتحدة                                                    | 25:55.7   |
| 15 كيلومتر skiathlon            | تيريز يوهاو · النرويج                                                          | 40:57.6   | Astrid Uhrenholdt Jacobsen · النرويج                                      | 41:03.3   | Charlotte Kalla · السويد                                                                  | 41:03.6   |
| 30 كيلومتر كلاسيكي بداية جماعية | تيريز يوهاو · النرويج                                                          | 1:24:47.0 | ماريت بيورغن · النرويج                                                    | 1:25:39.3 | Charlotte Kalla · السويد                                                                  | 1:26:18.6 |
| 4 × 5 كيلومتر تناوب             | النرويج · Heidi Weng · تيريز يوهاو · Astrid Uhrenholdt Jacobsen · ماريت بيورغن | 49:04.7   | السويد · Sofia Bleckur · Charlotte Kalla · Maria Rydqvist · Stina Nilsson | 49:33.9   | فنلندا · Aino-Kaisa Saarinen · Kerttu Niskanen · Riitta-Liisa Roponen · Krista Pärmäkoski | 49:35.6   |
| عدو سريع                        | ماريت بيورغن · النرويج                                                         | 3:26.63   | Stina Nilsson · السويد                                                    | 3:27.05   | Maiken Caspersen Falla · النرويج                                                          | 3:27.62   |
| عدو سريع للفرق                  | النرويج · Ingvild Flugstad Østberg · Maiken Caspersen Falla                    | 14:29.57  | السويد · Ida Ingemarsdotter · Stina Nilsson                               | 14:37.74  | بولندا · Justyna Kowalczyk · Sylwia Jaśkowiec                                             | 14:38.5   |

### التزلج النوردي المزدوج
| الحدث                             | الذهبية                                                                 | الذهبية | الفضية                                                                     | الفضية  | البرونزية                                                                         | البرونزية |
| --------------------------------- | ----------------------------------------------------------------------- | ------- | -------------------------------------------------------------------------- | ------- | --------------------------------------------------------------------------------- | --------- |
| فردي تل كبير/10 كم                | برنهارد غروبر · النمسا                                                  | 22:45.8 | François Braud · فرنسا                                                     | 22:57.7 | Johannes Rydzek · ألمانيا                                                         | 23:00.7   |
| فردي تل عادي/10 كم                | Johannes Rydzek · ألمانيا                                               | 26:38.9 | Alessandro Pittin · إيطاليا                                                | 26:40.2 | Jason Lamy-Chappuis · فرنسا                                                       | 26:43.9   |
| فريق تل عادي/4 × 5 كم             | ألمانيا · تينو إيدلمان · Eric Frenzel · Fabian Rießle · Johannes Rydzek | 44:20.7 | النرويج · Magnus Moan · Håvard Klemetsen · Mikko Kokslien · Jørgen Graabak | 44:43.8 | فرنسا · François Braud · Maxime Laheurte · سيباستيان لاكروا · Jason Lamy-Chappuis | 45:00.3   |
| عدو سريع للفرق تل كبير/2 × 7,5 كم | فرنسا · François Braud · Jason Lamy-Chappuis                            | 38:31.6 | ألمانيا · Eric Frenzel · Johannes Rydzek                                   | 38:34.3 | النرويج · Magnus Moan · Håvard Klemetsen                                          | 38:51.0   |

### القفز التزلجي

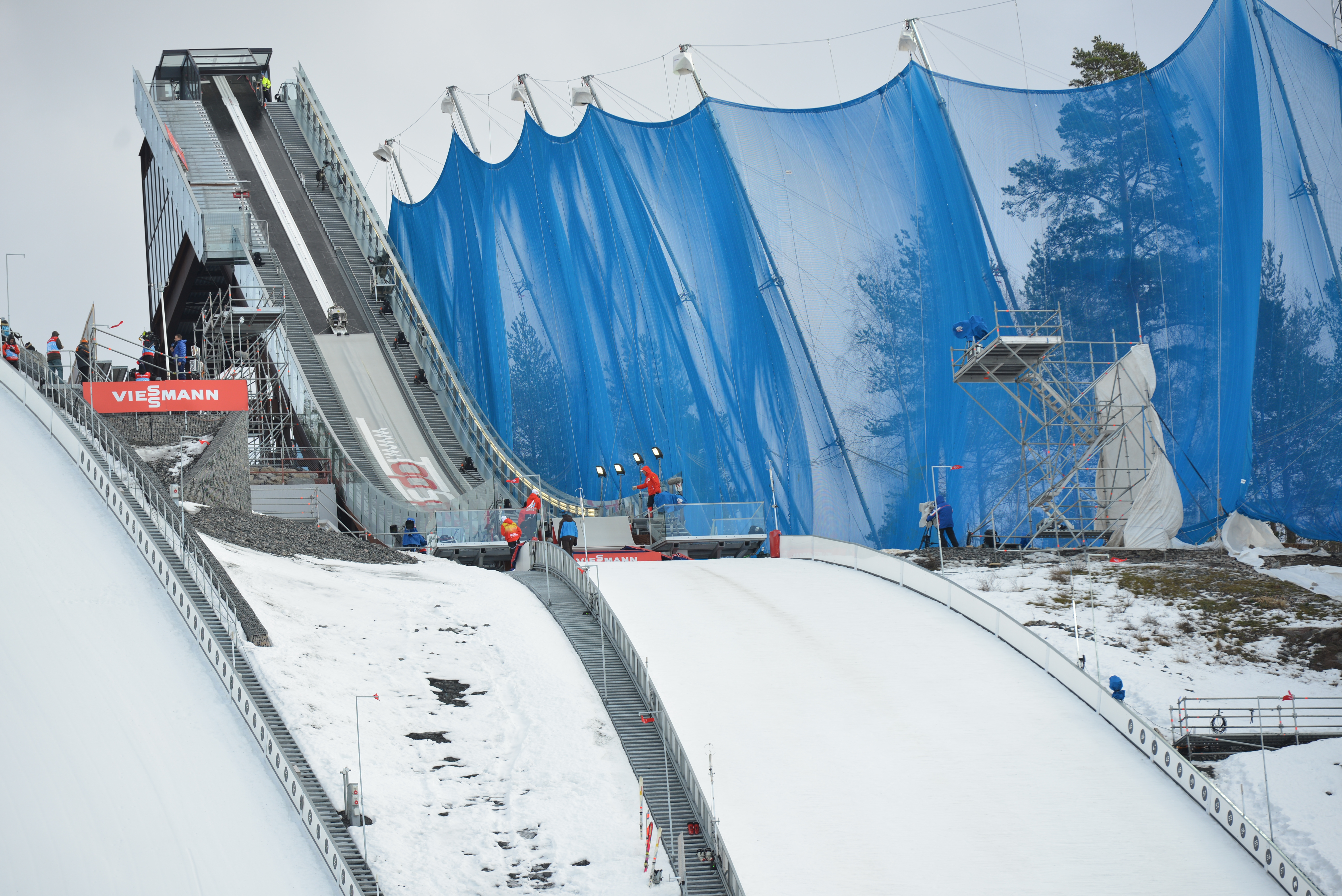
تل تزلج القفز العادي المستخدم في البطولة.

#### رجالي
| الحدث             | الذهبية                                                                | الذهبية | الفضية                                                                             | الفضية | البرونزية                                                      | البرونزية |
| ----------------- | ---------------------------------------------------------------------- | ------- | ---------------------------------------------------------------------------------- | ------ | -------------------------------------------------------------- | --------- |
| فردي رجال تل عادي | Rune Velta · النرويج                                                   | 252.7   | سيفيرين فروند · ألمانيا                                                            | 252.3  | ستيفان كرافت · النمسا                                          | 248.3     |
| فردي رجال تل كبير | سيفيرين فروند · ألمانيا                                                | 268.7   | Gregor Schlierenzauer · النمسا                                                     | 246.4  | Rune Velta · النرويج                                           | 242.9     |
| فريق رجال تل كبير | النرويج · Anders Bardal · أندرس ياكوبسن · Anders Fannemel · Rune Velta | 872.6   | النمسا · ستيفان كرافت · Michael Hayböck · Manuel Poppinger · Gregor Schlierenzauer | 853.2  | بولندا · Piotr Żyła · Klemens Murańka · Jan Ziobro · كامل ستوش | 848.1     |

#### نساء
| الحدث              | الذهبية               | الذهبية | الفضية             | الفضية | البرونزية                       | البرونزية |
| ------------------ | --------------------- | ------- | ------------------ | ------ | ------------------------------- | --------- |
| سيدات فردي تل عادي | كارينا فوجت · ألمانيا | 236.9   | Yuki Ito · اليابان | 235.1  | Daniela Iraschko-Stolz · النمسا | 233.8     |

#### مختلط
| الحدث              | الذهبية                                                                    | الذهبية | الفضية                                                          | الفضية | البرونزية                                                            | البرونزية |
| ------------------ | -------------------------------------------------------------------------- | ------- | --------------------------------------------------------------- | ------ | -------------------------------------------------------------------- | --------- |
| فريق مختلط تل عادي | ألمانيا · كارينا فوجت · ريتشارد فريتاج · Katharina Althaus · سيفيرين فروند | 917.9   | النرويج · Line Jahr · Anders Bardal · Maren Lundby · Rune Velta | 915.6  | اليابان · Sara Takanashi · نورياكى كاساى ‏ · Yuki Ito · Taku Takeuchi | 888.3     |

## روابط خارجية
- الموقع الرسمي
- FIS Cross-Country Site
- FIS Ski Jump Site